# Kungälvs rådhus

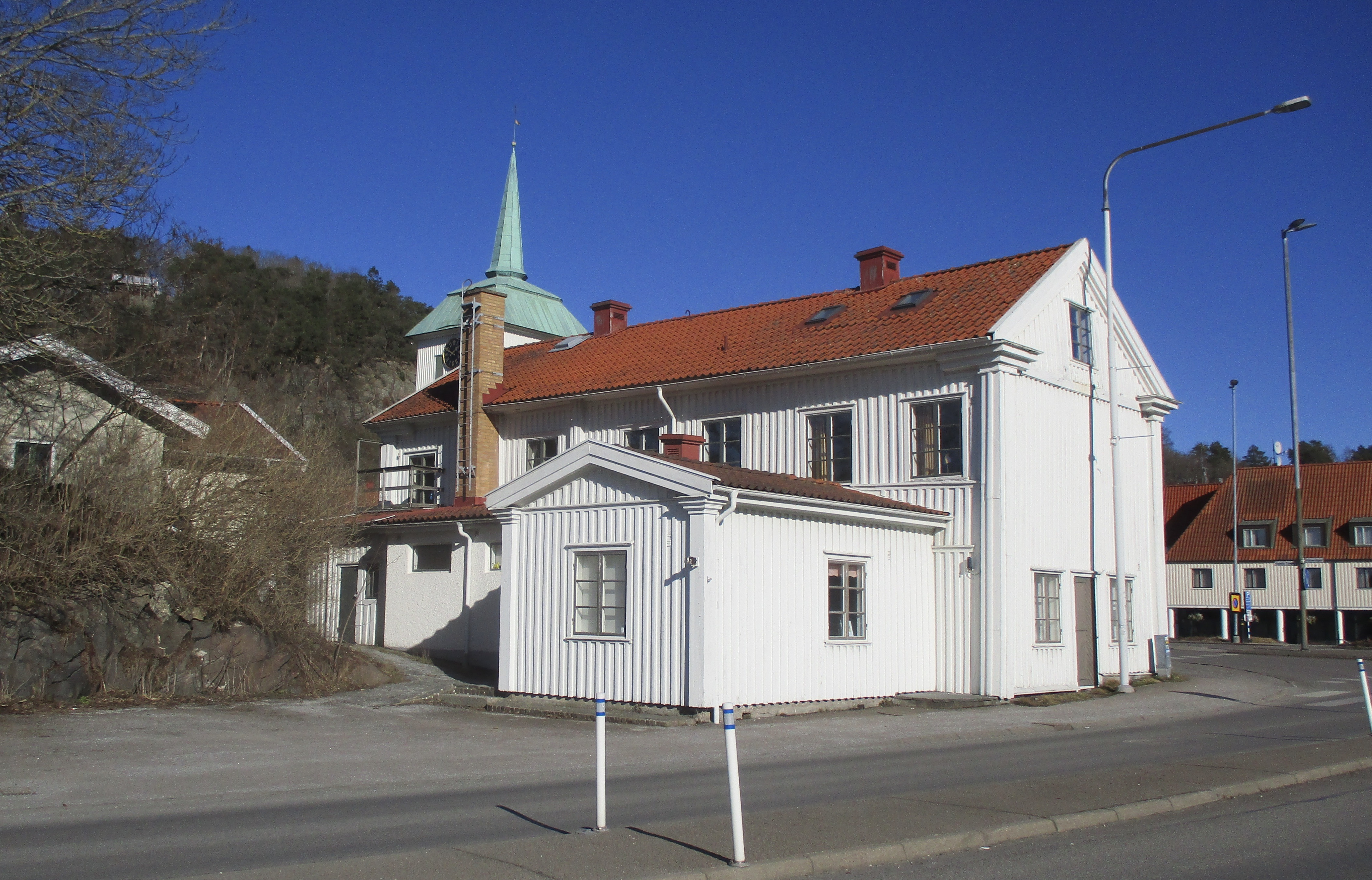
Gamla rådhuset i Kungälv sett från sydväst.

Kungälvs rådhus är en byggnad vid Gamla Torget 1 i Kungälv. Byggnaden, som blivit något av en symbol för det gamla Kungälv, är byggnadsminne sedan den 30 mars 1981.

## Historia
Byggnaden uppfördes troligen år 1767 och var en tillbyggnad till en stenbyggnad, som fungerade som tullhus. Den är uppförd i två våningar i timmer med lockpanel, med en delvis inredd vind. Byggnaden, som användes av Kungälvs stad, slutade att användas som rådstuga år 1928. Rådhusbyggnaden har under en period även inrymt häkte. Ingången från byggnadens södra gavel tillkom i samband med detta. Det bibliotek, som inrättades i rådhuset år 1868, fanns kvar där till mitten av 1930-talet. Fasaderna utgör ett fint exempel på det sena 1700-talets trähusarkitektur. En tillbyggnad, uppförd på 1950-talet, ingick inte i byggnadsminnesförklaringen och togs bort därefter.